# Крекінг-установка у Калуші
Установка парового крекінгу в Калуші – виробництво нафтохімічної промисловості в місті Калуш (Івано-Франківська область), що з середини 2000-х років належить компанії "Карпатнафтохім".
З середини 1970-х років на промисловому майданчику в Калуші діяло виробництво мономеру вінілхлориду, створене на основі розробки запасів Передкарпатського калієносного басейну та використання етилену, імпортованого з угорського комбінату TVK через етиленопровід Тисауйварош – Калуш. А в наступному десятилітті на Прикарпатті реалізували проект спорудження установки парового крекінгу (піролізу), яка мала повністю забезпечити калуський майданчик власною сировиною для виробництва вінілхлориду. Введена в експлуатацію у 1986 році, установка використовувала технологію німецької компанії Linde та мала потужність по етилену 250 тисяч тонн на рік, що не лише покривало власні потреби, але й дозволяло почати реверсні поставки до Угорщини. В подальшому потужність цеху мономеру вінілхлориду збільшили в півтора рази, а в 1997-му у Калуші з’явилась власна лінія з виробництва поліетилену, здатна випускати за рік 100 тисяч тонн цього полімеру (в підсумку ці проекти дозволяли повністю використовувати власний етилен). 
Сировиною для піролізу первісно слугували дизельне пальне та прямогонний бензин (газовий бензин, за англомовною термінологією naphtha), частки яких в 2001-2012 роках були приблизно однакові та разом складали понад 90%. Втім, у цьому періоді все більше піддавали піролізу вуглеводневі гази – бутан та широку фракцію легких вуглеводнів (переважно пропан-бутанова суміш), частка яких у сировинному балансі в 2012-му перевищила 62% (майже повністю за рахунок бутану).
Враховуючи використання доволі важкої (як для нафтохімії) сировини, піролізне виробництво в Калуші окрім етилену має проектну річну потужність з випуску 117 тисяч тонн пропілену та 101 тисячі тонн бензолу (втім, чим більш легкі вуглеводні переробляються в піролізних печах, тим менший вихід цих продуктів). Крім того, побічною продукцією є фракції С4, С5 (в 2005-му спорудили установку гідрування С4/С5 потужністю 90 тисяч тонн на рік), С9 та важка смола піролізу.
В 2013-му піролізне виробництво зупинилось – як тоді вважалось, для модернізації під ще більше використання газових фракцій замість важких нафтопродуктів. Проте в підсумку воно простояло аж до середини 2017-го та відновило свою роботу з розрахунку на споживання 95% бензину. При цьому планувався передусім випуск важких продуктів – пропілену в 3,5 рази більше від етилену, а бутилен-бутадієнової фракції стільки ж, як легких олефінів разом взятих.